# Zapytania Bartłomieja
Zapytania Bartłomieja – grecki apokryf Nowego Testamentu.

## Charakterystyka
Tekst występuje w dziewięciu rękopisach w językach: staro-cerkiewno-słowiańskim, łacińskim i greckim. Trudno określić czas i miejsce powstania utworu. Marek Starowieyski spekuluje, że pierwotny tekst mógł powstać około II–III wieku, a obecny w czasach soboru efeskiego. Możliwa jest identyfikacja apokryfu z Ewangelią Bartłomieja.
Autor inspirował się źródłami biblijnymi: Księgą Rodzaju, Księgą Hioba, Psalmami i Ewangelią Jana, oraz pozabiblijnymi: Życiem Adama i Ewy, Protoewangelią Jakuba, Ewangelią Dzieciństwa Tomasza, a także być może Odami Salomona i twórczością Justyna Męczennika i Melitona z Sardes.

## Treść
Utwór to cykl pytań uczniów do Jezusa po zmartwychwstaniu, co upodabnia apokryf do gnostycyzmu. Na pierwszy plan wysuwa się Bartłomiej Apostoł, który według apokryfu był celnikiem. Bartłomiej zadaje pytania Jezusowi, Maryi i Beliarowi, otrzymując wyjaśnienie tajemnic. Apostoła interesują takie zagadnienia, jak zstąpienie Chrystusa do otchłani, dziewicze poczęcie Maryi, działalność szatana, stworzenie aniołów i ludzi i natura grzechu. Ostatnia część Zapytań jest prawdopodobnie późniejszym dodatkiem. Apokryf podkreśla rolę tajemnicy, której objawienie może być niebezpieczne dla całego świata. Charakterystyczna jest rozwinięta mariologia, angelologia oraz fakt, iż jest to prawdopodobnie pierwszy utwór zawierający opis zstąpienia Chrystusa do otchłani.